# Боровушка
Борову́шка (рос. Боровушка) — присілок у складі Упоровського району Тюменської області, Росія.
Населення — 113 осіб (2010, 110 у 2002).
Національний склад станом на 2002 рік:
- росіяни — 100 %